# Andreas Reyher

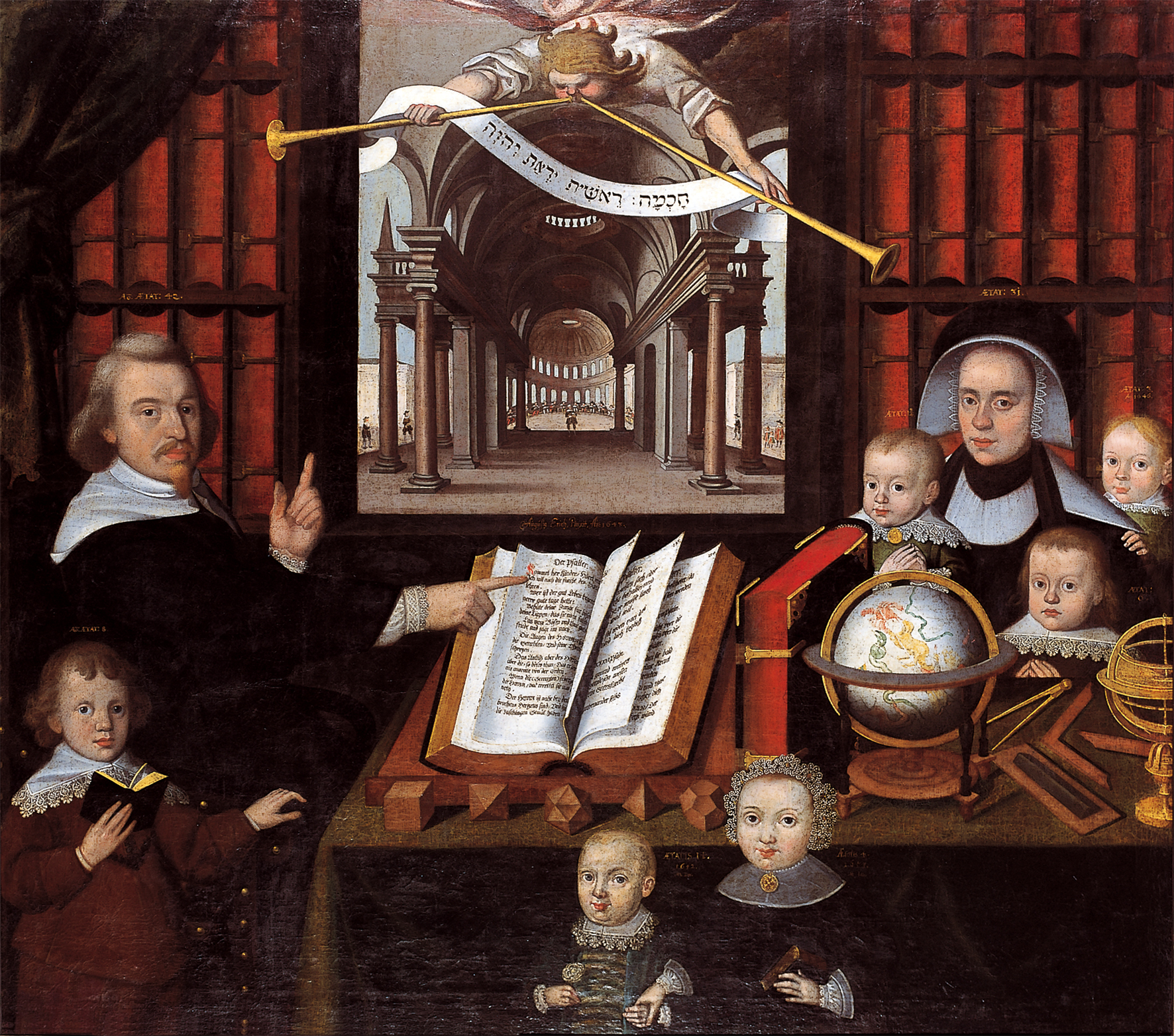
Andreas Reyher im Kreis seiner Familie, Porträt von August Erich (1643)

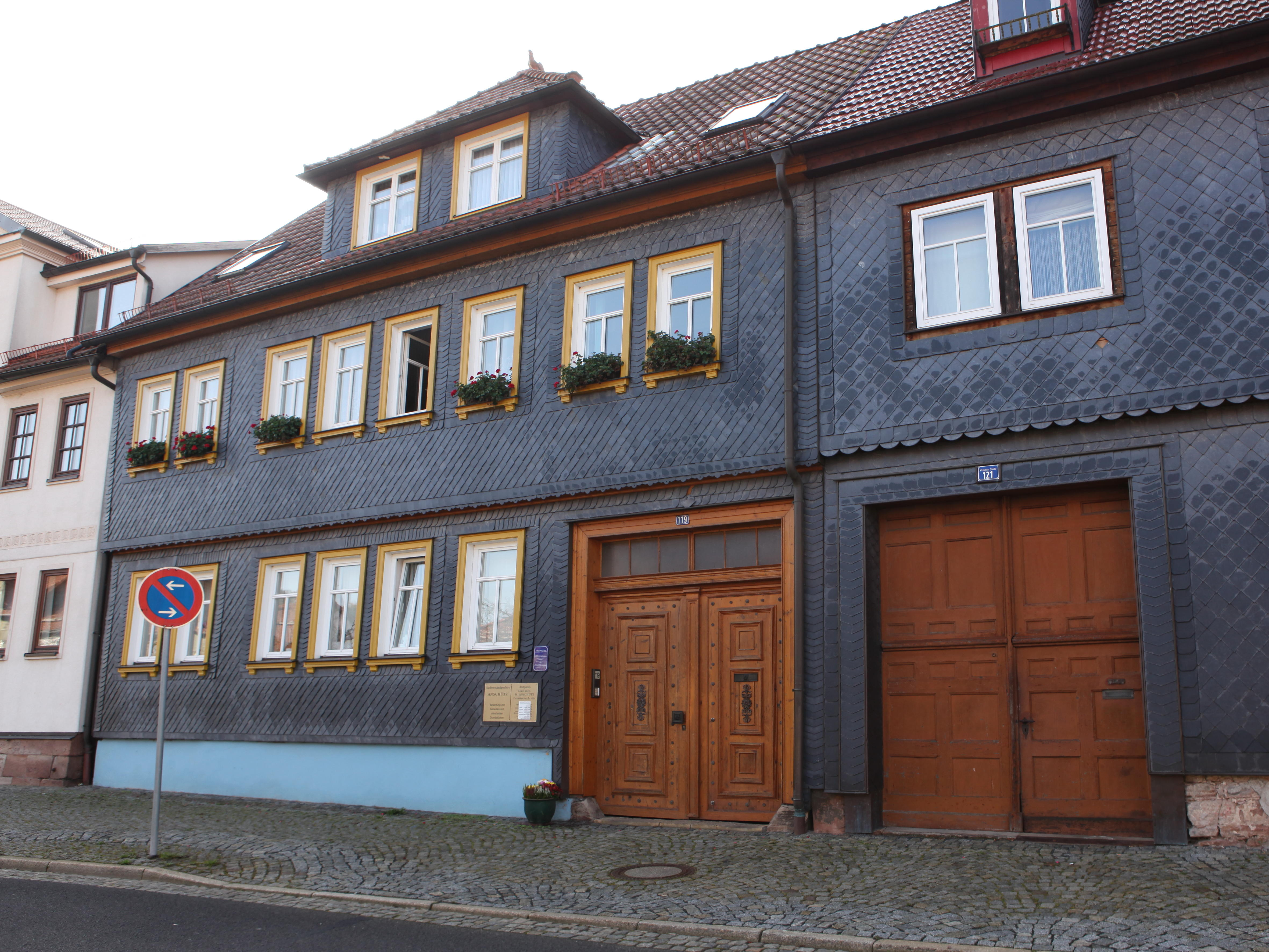
Standort des 1634 abgebrannten Geburtshauses in Heinrichs

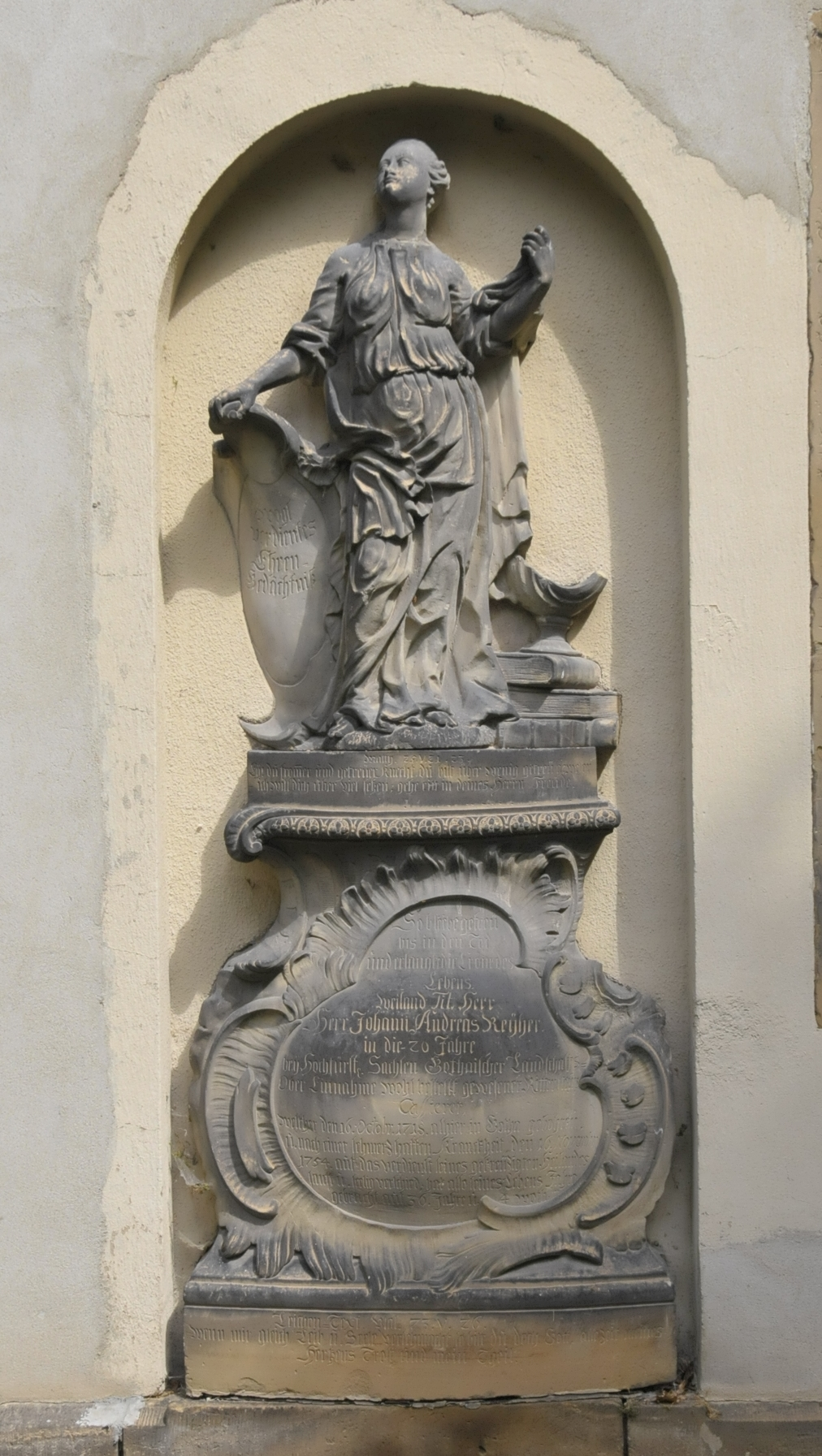
Grabmal seines Ur-Enkels Johann Andreas Reyher (1718–1754)

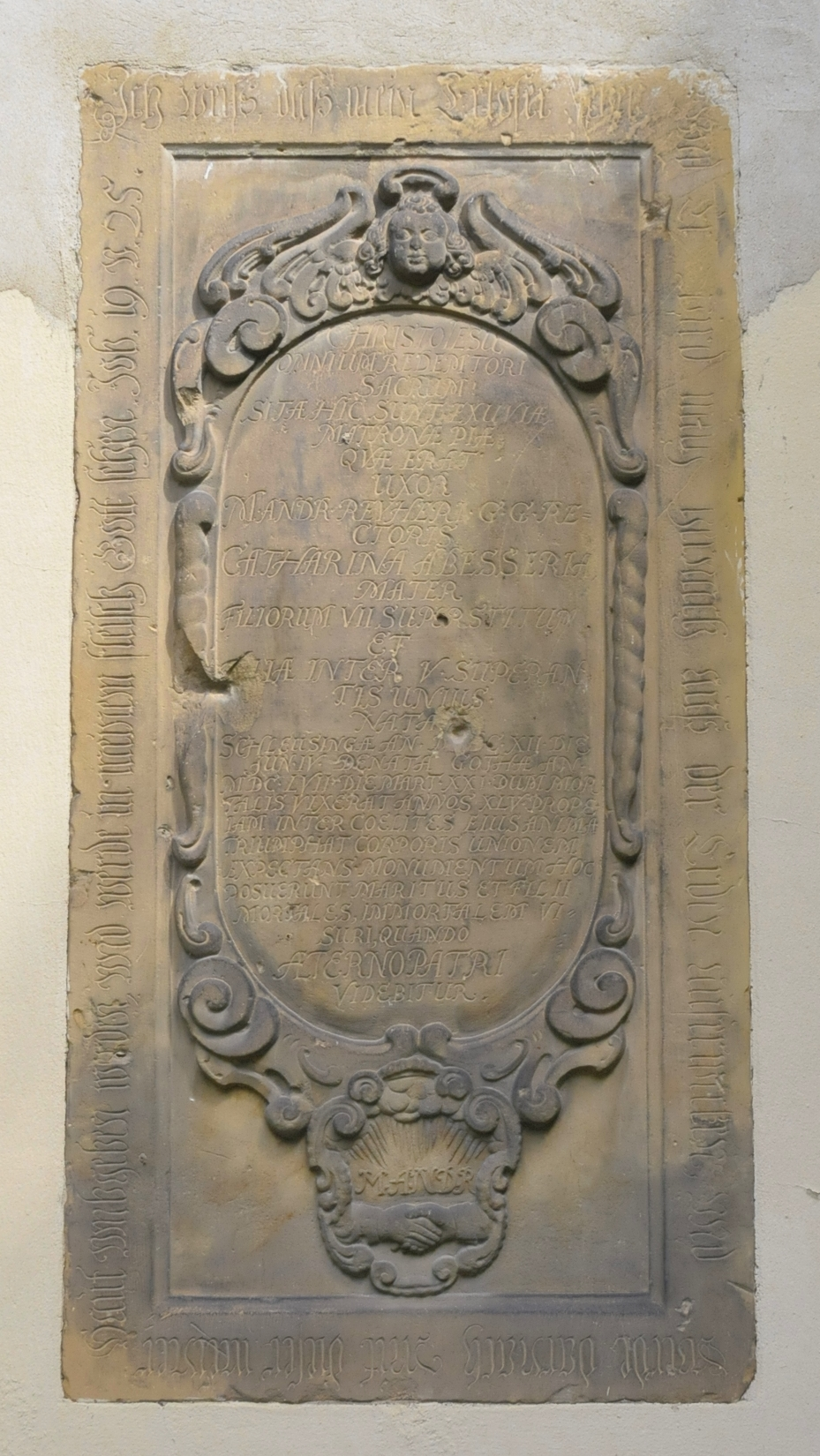
Grabplatte Katharina Reyhers, geb. Abesser

Andreas Reyher (* 4. Maijul. / 14. Mai 1601greg. in Heinrichs; † 2. Apriljul. / 12. April 1673greg. in Gotha) war ein deutscher Pädagoge.
Siehe auch HauptartikelReyher (Adelsgeschlecht)

## Leben
Reyher stammte aus einer Kaufmannsfamilie. Sein Vater war der Weinhändler Michael Reyher (1557–1634), seine Mutter Ottilie Albrecht (gest. 1619). Von 1621 bis 1625 studierte Reyher Philologie und Evangelische Theologie an der Universität Leipzig, 1627 erlangte er den Magisterabschluss. Danach begann er Vorlesungen zu halten. 1631 wurde er in die philosophische Fakultät der Leipziger Universität als Dozent aufgenommen; in diese Zeit fielen auch seine ersten Veröffentlichungen.
1632 wurde Reyher Leiter des Hennebergischen Gymnasiums in Schleusingen, 1639 in Lüneburg. 1641 ernannte man ihn zum Rektor des Gymnasiums illustre in Gotha, wo er (auch als Berater Herzog Ernsts des Frommen) bis zu seinem Tode blieb. Seine Aufgabe in Gotha war die Reorganisation des Schulwesens im Herzogtum im Sinne der Lehre Wolfgang Ratkes.
1644 wurde ihm von Herzog Ernst dem Frommen die Leitung der Buchdruckerei Peter Schmid übertragen, der späteren Engelhard-Reyherschen Hofbuchdruckerei.

## Leistungen
Die unter Reyhers Mitarbeit entstandenen Schulgesetze und methodischen Anweisungen für die Schulordnung waren eine wichtige Grundlage für ein einheitliches Bildungssystem der Unterstufenschulen. Durch Reyher wurde zum ersten Mal die allgemeine Schulpflicht als ein staatliches Gesetz für alle Untertanen in einem deutschen Herzogtum durchgesetzt. Durch ihn hielten Naturwissenschaften und Staatsbürgerkunde Einzug in die Volksbildung.
Große Verdienste um die Entwicklung des Schulwesens erwarb sich Reyher auch mit der Ausarbeitung von Lehrplänen und Lehrbüchern, die als Hauptlehrmaterial dem Unterricht zugrunde gelegt wurden. Seine Lehrbücher waren in Deutschland und auch im europäischen Ausland verbreitet.
Das Schulwesen im Herzogtum Sachsen-Gotha war bis ins 18. Jahrhundert das einzige seiner Art in Deutschland und wirkte als Vorbild für das Bildungswesen anderer deutscher Kleinstaaten. Es wurde zum Sprichwort, dass des Herzogs Bauern gebildeter seien als die Edelleute in anderen Gegenden.
Der Name Andreas Reyhers ist auch mit der Gründung der ersten Druckerei in Gotha, einer der ältesten Druckereien in Thüringen, verbunden. Er war nicht nur der Verfasser zahlreicher Lehrbücher und anderer theoretischer Arbeiten, sondern auch sein eigener Verleger und Drucker.

## Familie
Am 6. Mai 1633 heiratete Reyher Katharina Abesser (1612–1657), die Tochter des Suhler Superintendenten Sebastian Abesser. Von den zwölf Kindern (sieben Söhne und fünf Töchter) des Paares erlebten sieben das Erwachsenenalter:
- Samuel Reyher (1635–1714)
- Andreas Reyher d. J. (1637–1690)
- Salomon Reyher
- Christoph Reyher (1642–1724)
- Johannes Reyher
- Michael Reyher (1653–1673)
- Catharina Reyher

Nach dem Tod seiner ersten Frau im Jahre 1657 heiratet Reyher am  18. Januar 1659 Anna Blandine Bachoff (1636–1670), Tochter des Gothaer Ministraturkollektors Friedrich Bachoff. Aus dieser Ehe gingen drei Söhne und drei Töchter hervor, jedoch erreichten nur die Söhne das Erwachsenenalter:
- Christian Reyher
- Ernst Reyher
- Ephraim Reyher (gest. 1719)

## Ehrungen
Zu Ehren Reyhers benannte die Stadt Gotha im Jahre 1900 die Reyherschule und eine Straße nach ihm.

## Sonstiges
Andreas Reyher fand seine letzte Ruhestätte auf dem Gothaer Friedhof I (auch Alter Gottesacker genannt) zwischen Werderstraße (heute Bohnstedtstraße) und Eisenacher Straße. Bei der 1904 erfolgten Beräumung des Friedhofs für den Bau von Stadtbad und Arnoldischule wurde der Grabstein seiner ersten Ehefrau Katharina Abesser gesichert. Er wurde auf der Rückseite der Wartehalle des neuen Hauptfriedhofes eingelassen, wo er bis heute zu sehen ist. Ebenfalls dort eingelassen sind die Steine für seine Enkelkinder Johann Andreas Reyher (1718–1754), Gotthilff Ephraim Reyher (1706–1752), Elisabeth Catharina Reyher (1709–1716), Agnetta Eleonora Reyher (1711–1739) und Johann Christian Reyher (1721–1751).

## Werke
- Special- und sonderbahrer Bericht, wie nechst Göttlicher verleyhung die Knaben und Mägdlein auff den Dorffschafften und in den Städten die unter dem untersten Hauffen der Schul-Jugend begriffene Kinder im Fürstenthumb Gotha kurtz und nützlich unterrichtet werden können und sollen. Gotha 1642. Nachdruck Raschke, Zschopau 1883.
- Realienbuch Gotha 1657.